# 斯尼吉
50°20′3″N 36°0′13″E / 50.33417°N 36.00361°E
斯尼希（烏克蘭語：Сніги）是位於烏克蘭東部的村莊，由哈爾科夫州博霍杜希夫區的佐洛奇夫市鎮負責管轄。該村始建於1775年，面積0.31平方公里，海拔高度135米，2001年人口9，人口密度每平方公里29人。